# Paropo
Pàropos era un'antica città siciliana, situata nella zona nord-occidentale dell'isola, non lontana dai centri antichi di Panormos (Palermo), Thermai Himeraiai (oggi Termini Imerese) e Solunto (presso Bagheria).
Il sito della città non è stato ancora individuato; l'ipotesi di Tommaso Fazello che fosse da identificare con alcuni resti di fabbricati presso Collesano, è stata smentita da alcuni recenti scavi che hanno datato tali ruderi all'epoca medievale. Altre ipotesi identificavano il sito con il castello di Cefalà Diana.
Successivamente, l'archeologo Vittorio Giustolisi ha proposto il sito archeologico di Monte Porcara presso Bagheria come sede della città di Pàropos.

## Fonti
Polibio ci informa che durante la prima guerra punica Amilcare Barca, che si trovava presso Palermo, attaccò i Romani essendo venuto a sapere che era in corso un contrasto tra i Romani e i loro alleati e che questi ultimi erano accampati per conto loro tra Paropo e Termini Imerese, piombò su di loro con tutto l'esercito.
Gaio Plinio Secondo nel I secolo riferisce che Paropo era fra le città interne della Sicilia (...sono di diritto latino gli abitanti di [...] Paropo...) e si trovava dirimpetto all'isola di Ustica (...e di fronte a Paropo, Ustica.)

## Monetazione
La Sicilia, prima di cadere sotto il dominio romano, fu a lungo dominata da Cartaginesi e Greci, in particolari Siracusani. Le città più piccole non battevano moneta propria, usufruendo per lo più di quella siracusana; tuttavia, prima che la Sicilia diventasse definitivamente provincia romana, alcune città ebbero libertà di battere moneta propria. Quasi sicuramente a questo periodo risale l'unica moneta di bronzo conosciuta di Paropo, conservata al British Museum di Londra. Al dritto tale moneta riporta una testa di Apollo coronata di alloro; al rovescio invece riporta la legenda ΠΑΡΩΠΙΝΩΝ, un giovane cacciatore vestito di un corto chitone che riposa appoggiato alla sua lancia, e sullo sfondo un cane da caccia.
L'iconografia del cane potrebbe avvicinare gli abitanti di Paropo agli Elimi, popolazione della Sicilia più occidentale, che riportava spesso nelle proprie monete il cane.